# Marvin Washington

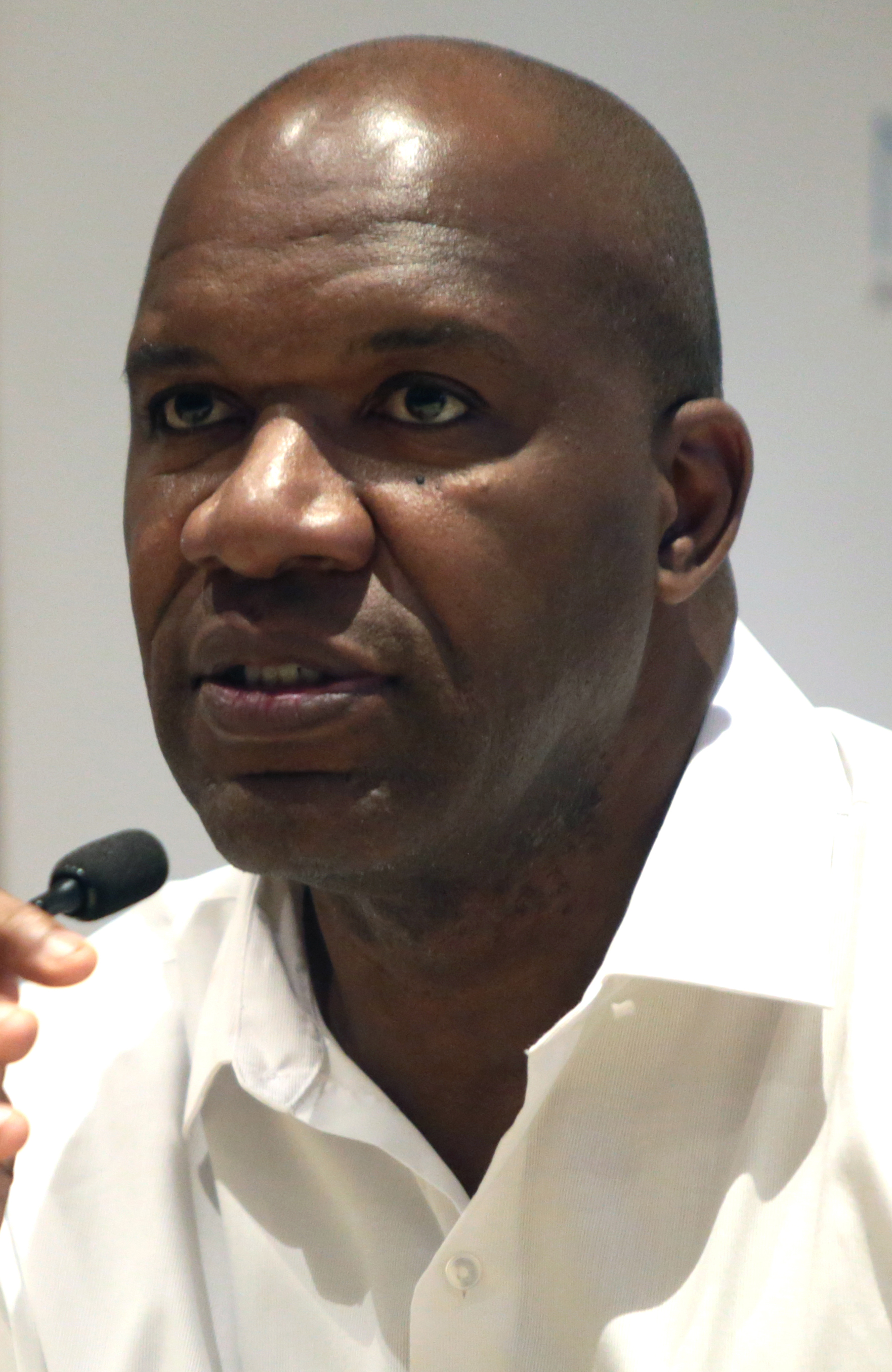
Marvin Washington

Marvin Washington é um ex-jogador profissional de futebol americano estadunidense que foi campeão da temporada de 1998 da National Football League jogando pelo Denver Broncos.